# Жозефіна Оллман
Жозефіна Оллман (нім. Josefine Ollmann; 11 листопада 1908 — 16 липня 2022) — німецька довгожителька вік якої підтверджено Групою геронтологічних досліджень (GRG). Була найстарішою живою людиною та найстарішою людиною в Німеччині. Вона одна з найстаріших відомих людей, яка пережила COVID-19. Також вона є першою людиною в яка досягла 113-річчя в Німеччині, але згодом всі її рекорди були побиті Шарлоттою Кречман. Померла у віці 113 років 247 днів.

## Біографія
Жозефіна Оллман народилася 11 листопада 1908 року в Мюнхені, Баварське королівство, Німецька імперія (нині Баварія, Німеччина). Її батько був інженером, а мати невідомо, у неї був молодший брат.
Закінчила університет в Віттенбергі. У 1939 році Оллман вийшла заміж за юриста у пари був єдиний син на ім'я Райнер. Її чоловік помер у 1952 році. Після смерті чоловіка всі роки жила сама.
У віці 100 років вона любила грати в скрабл. Вона жила в власному будинку, але у віці 107 років переїхала до Будинку похилих людей.
30 січня 2022 року, у віці 113 років і 80 днів, Оллман, перевершила вік Матильди Манге, ставши найстарішою людиною, яка коли небудь жила в Німеччині, поки Шарлотта Кречман не перевищила свій вік 8 серпня 2023 року. У лютому 2022 року вона пережила COVID-19.
Жозефіна Оллман померла 16 липня 2022 року в будинку для престарілих в Ітцего, Шлезвіг-Гольштейн, Німеччина, у віці 113 років і 247 днів. Вона мала чотирьох внуків і трьох правнуків.